# Wygnanka (województwo mazowieckie)
Wygnanka – wieś w Polsce położona w województwie mazowieckim, w powiecie żyrardowskim, w gminie Mszczonów. Ma status sołectwa.
W latach 1975–1998 miejscowość należała administracyjnie do województwa skierniewickiego.
Wieś położona jest w dolinie rzeki Jeziorki. W II połowie XX wieku zbudowano tu sztuczne stawy rybne.